# Villa San Martino (Elba)

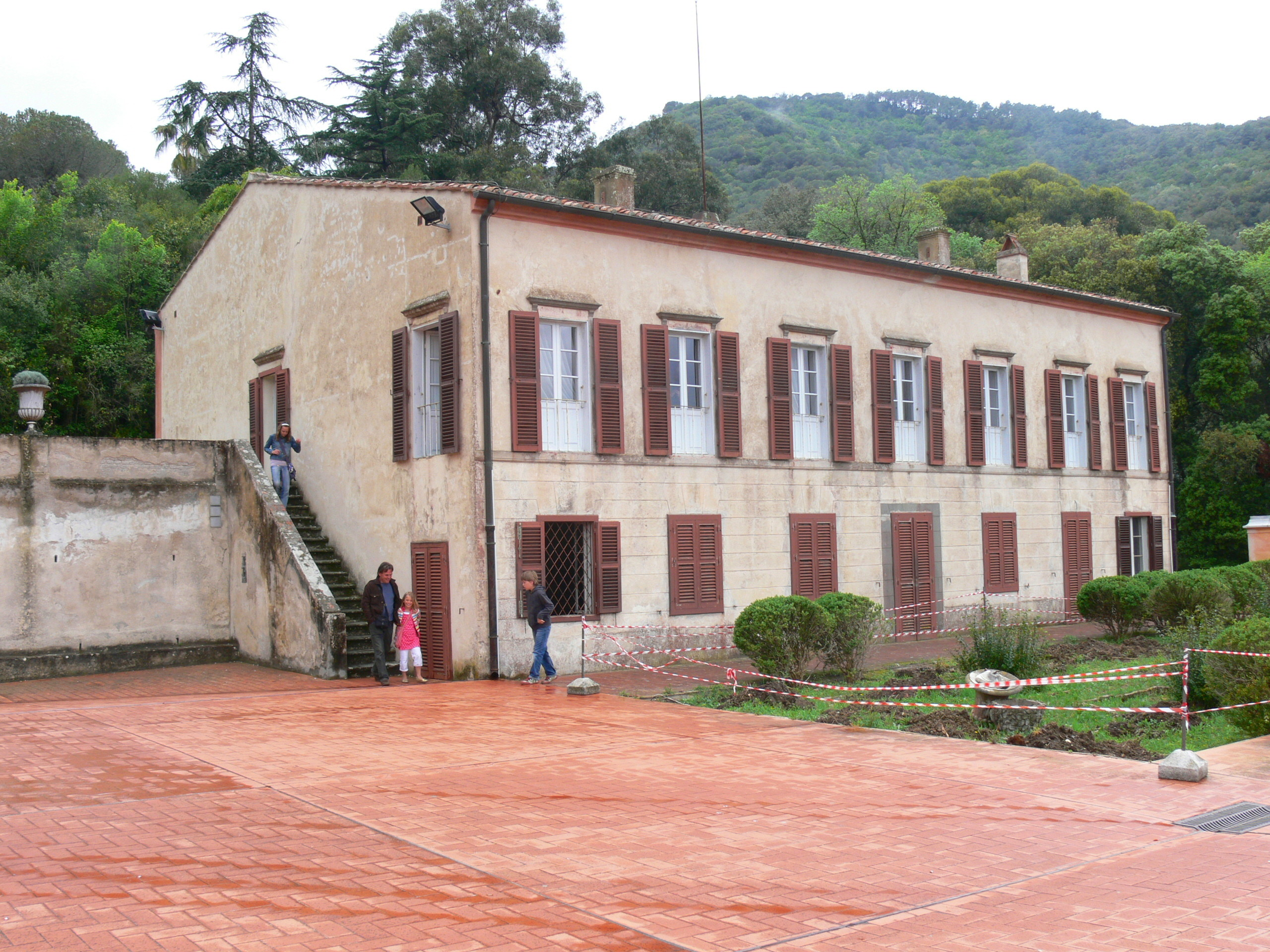
Villa San Martino. Die rote Fläche im Vordergrund ist die Dachterrasse der Demidoff-Galerie.

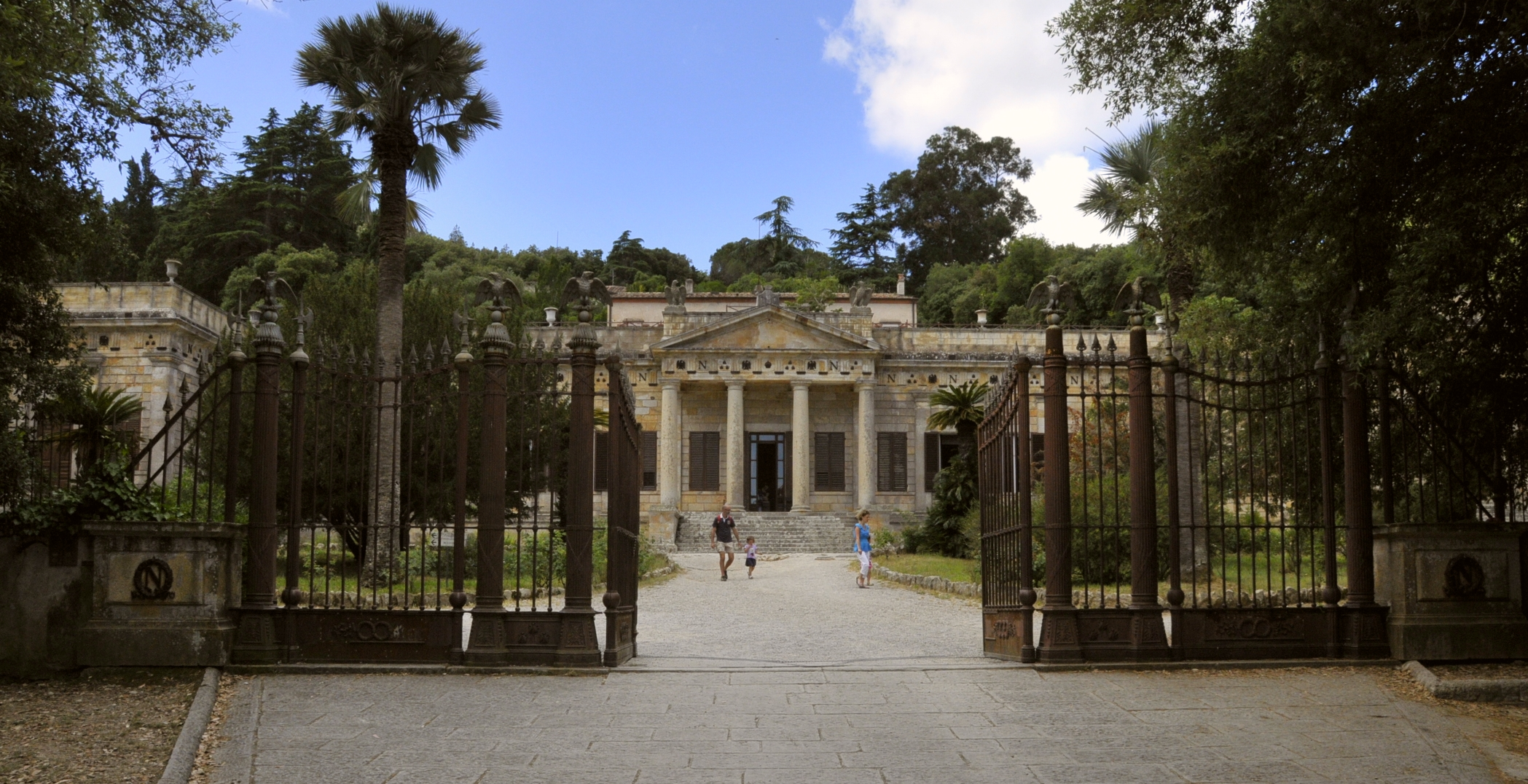
Blick auf den Eingang der Demidoff-Galerie. Über dem dreieckigen Giebel sieht man den Dachbereich der Villa San Martino.

Die Villa San Martino (kurz für Villa di San Martino) in der Gemeinde Portoferraio auf der Insel Elba war eine der beiden Residenzen von Napoleon Bonaparte in der Zeit seiner Verbannung auf Elba von Mai 1814 bis Februar 1815. Sie war seine Sommerresidenz, während ihm die Palazzina dei Mulini, ebenfalls in Portoferraio, als Winterresidenz diente.
In den 1850er Jahren wurde unterhalb der einfachen Villa ein wesentlich größeres Gebäude im klassizistischen Stil errichtet, die Demidoff-Galerie. Das Ensemble der Gebäude dient seitdem als Napoleon-Museum.

## Lage
Das Anwesen ist etwa fünf Kilometer vom historischen Zentrum Portoferraios entfernt. Von der Straße ins westlich gelegene Marciana zweigt die Via di San Martino Richtung Südwesten ab. Nach gut einem Kilometer erreicht man den Parkplatz auf 50 m Höhe. Dort beginnt eine etwa 260 Meter lange, gerade Rampe, die auf 70 m Höhe am großen metallenen Gittertor vor der Demidoff-Galerie endet. Einen Kilometer weiter südlich liegt der 370 m hohe Monte San Martino zentral auf der Insel.
Die Villa San Martino steht oberhalb der Demidoff-Galerie, im hinteren Bereich ihrer Dachterrasse. Von hier aus hat man einen schönen Blick ins Tal bis zur Altstadt von Portoferraio.

## Die Villa

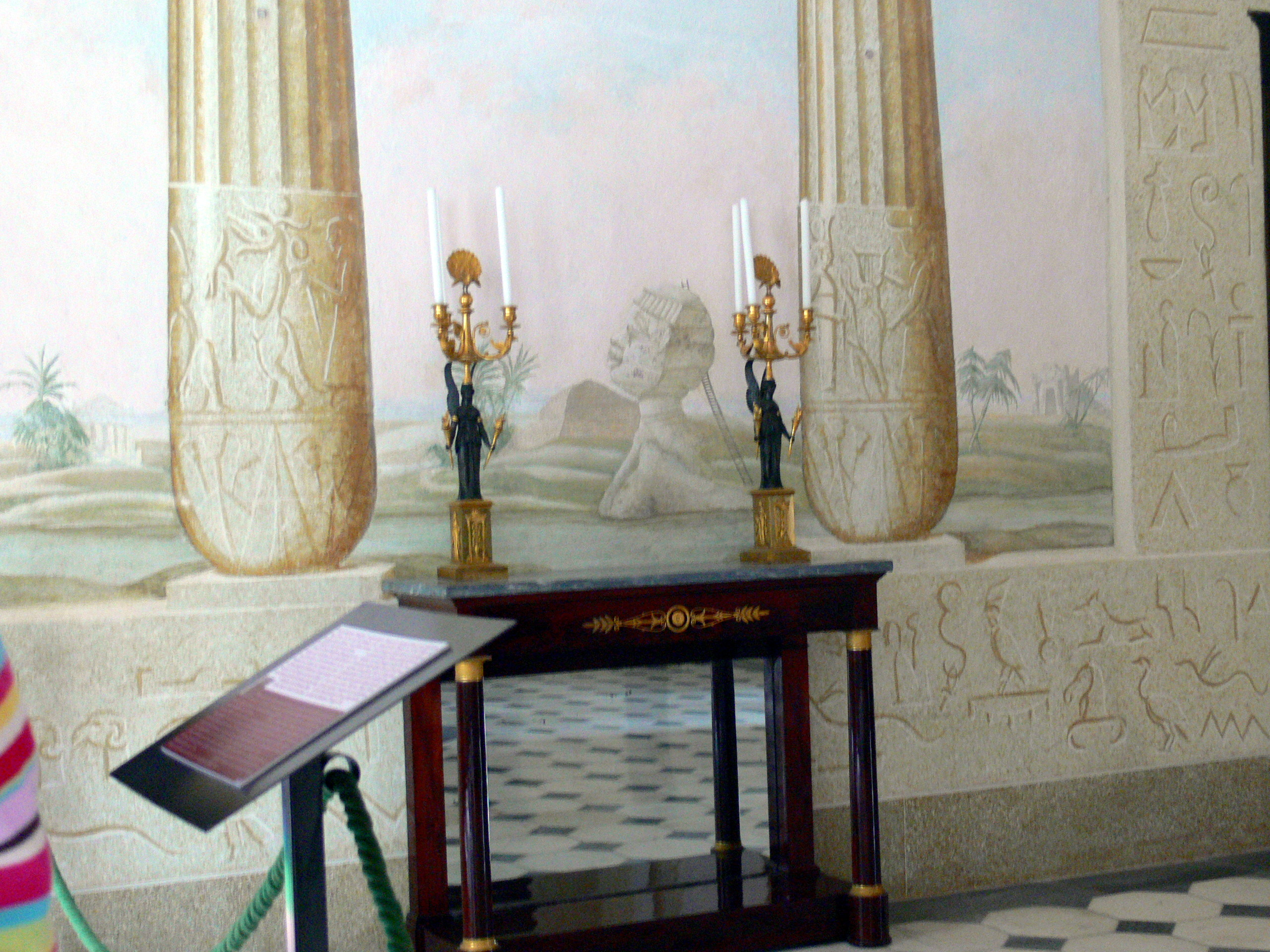
Wand im Ägyptischen Saal

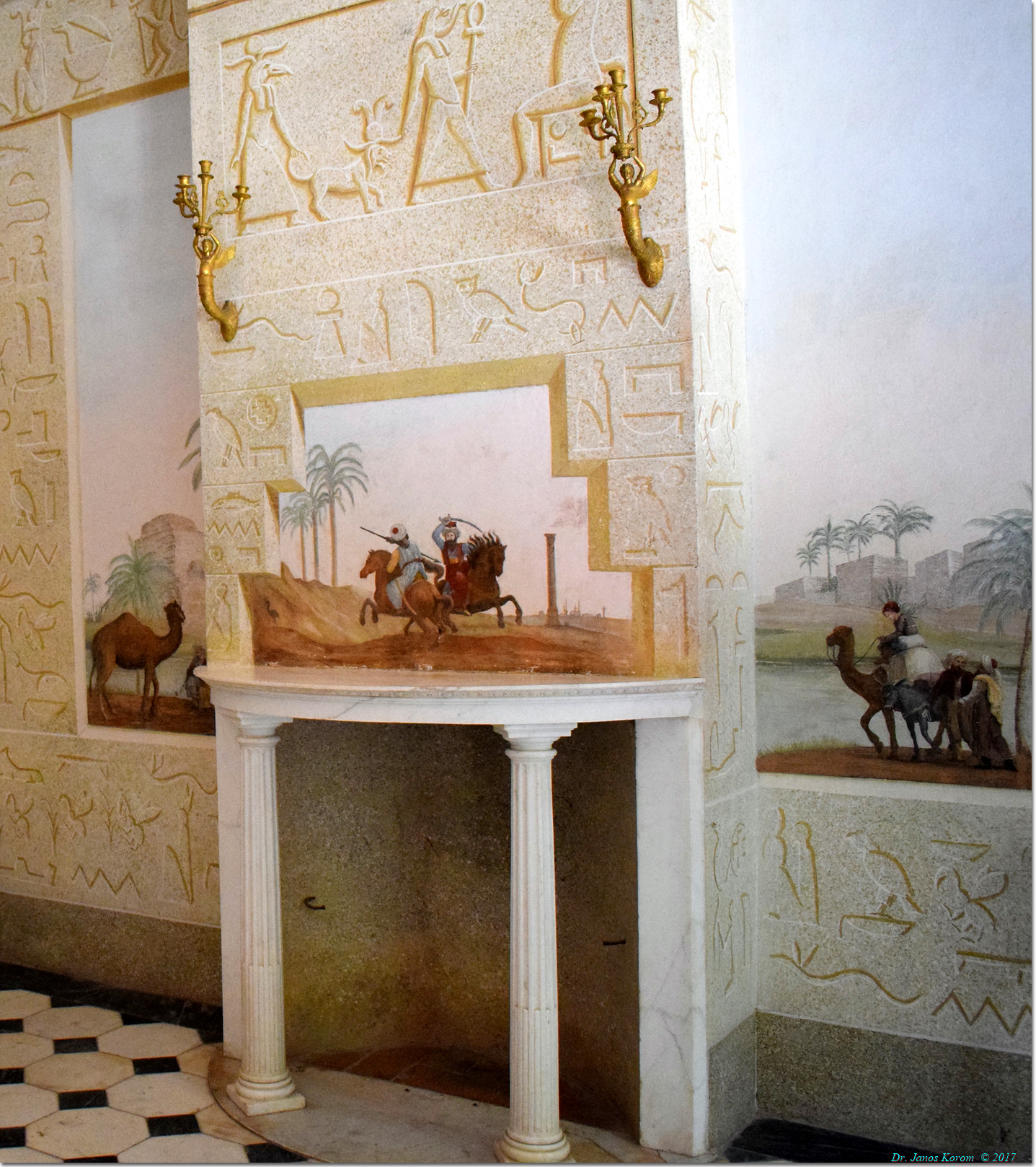
Dekoration im Ägyptischen Saal

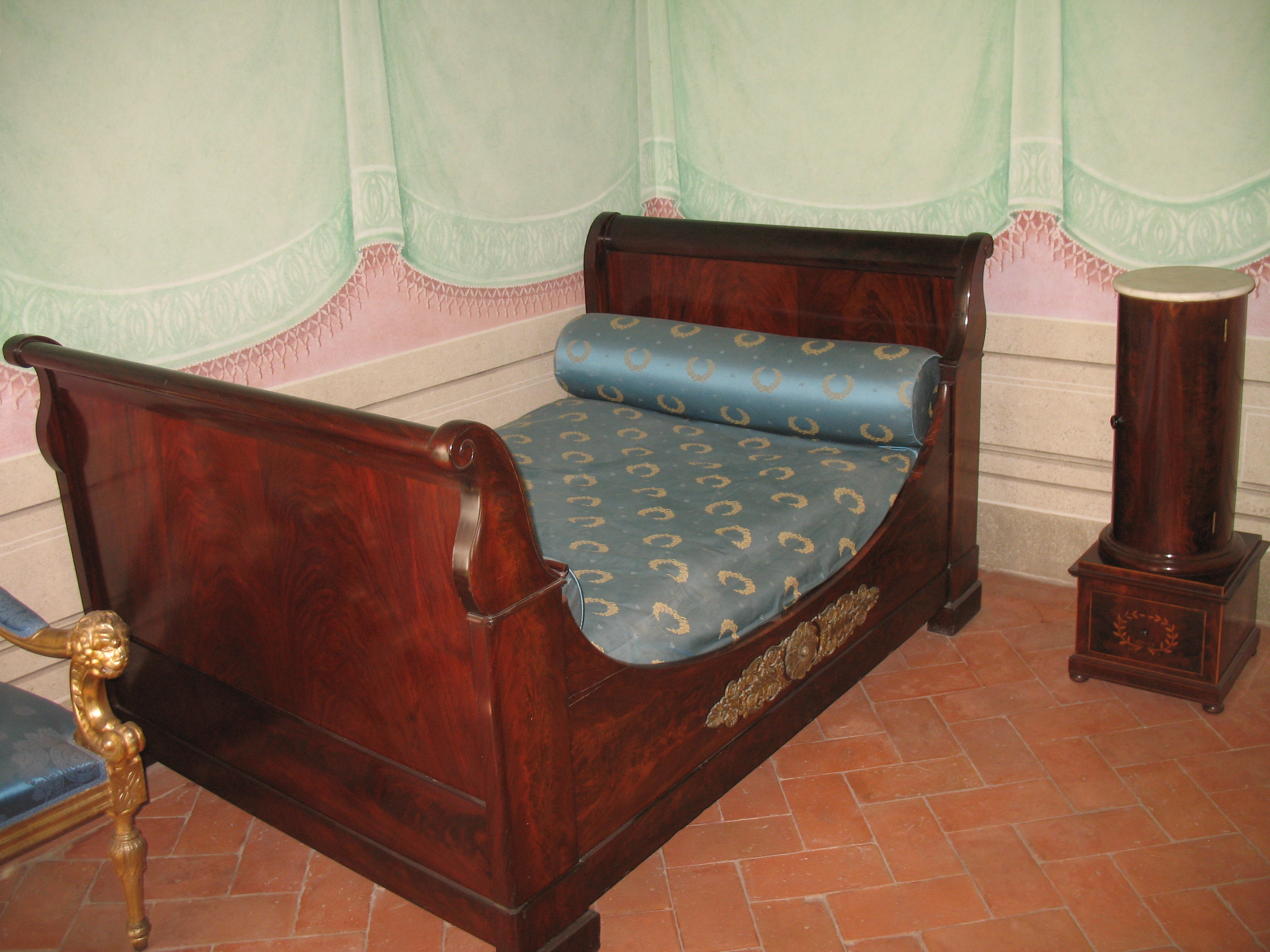
Napoleons Schlafzimmer

Die Villa San Martino ist ein zweistöckiges Gebäude mit einem flachen Satteldach im ländlichen Baustil der Toskana. Napoleon entdeckte das einfache Landhaus bei einem Ausritt. Seine Schwester Pauline Bonaparte finanzierte den Kauf, als er die Villa im Juni 1814 von einem Gutsbesitzer aus Portoferraio erwarb. Er beauftragte zwei Architekten und einen Dekorateur mit dem Umbau, 20 Maurer wurden beschäftigt. Napoleon ließ auch die Umgebung umgestalten, etwa eine Zufahrt bauen und einen Garten anlegen. Nach all dem Aufwand hielt er sich aber nur an wenigen Tagen für wenige Stunden dort auf.
Das untere Stockwerk ist eigentlich ein Kellergeschoss und das obere das Erdgeschoss. Im Keller befanden sich einst Bad, Küche, Speisekammer und Kleiderkammer. Diese Räume können nicht besichtigt werden.
Die Räume im oberen Stock wurden als Museum hergerichtet. Hier befand sich die Wohnung Napoleons. Der Ägyptische Saal war der Speisesaal. Die Wanddekoration erinnert an den Ägyptenfeldzug Napoleons: große ägyptische Hieroglyphen und ähnliche Motive bis zur Decke, dazwischen Trompe-l’œil-Malerei, die das ländliche Ägypten hinter gemalten Säulen darstellt.
Auf drei Seiten des Ägyptischen Saals sind sieben weitere Zimmer angeordnet:
- das Vorzimmer der Generäle, Napoleons engste Vertraute
- das Zimmer für General Antoine Drouot (1774–1847)
- das Zimmer für General Henri-Gatien Bertrand (1773–1844)
- das Zimmer des Liebesknotens, so benannt nach einem Deckengemälde, das zwei Tauben darstellt, die die Fäden eines Knotens im Schnabel haltend, fliegend auseinanderziehen, um so den Knoten noch fester zu ziehen. Dieser Raum war der Versammlungsort des Generalstabs Napoleons und wurde auch Ratszimmer genannt. Der Generalstab bestand aus den beiden vorgenannten Generälen, die die Ämter von Innenminister und Inselgouverneur bekleideten, dem Militärkommandanten Pierre Cambronne (1770–1842) und dem Schatzminister Peyrusse.
- das Schlafzimmer Napoleons
- das Vestibül
- das Arbeitszimmer Napoleons

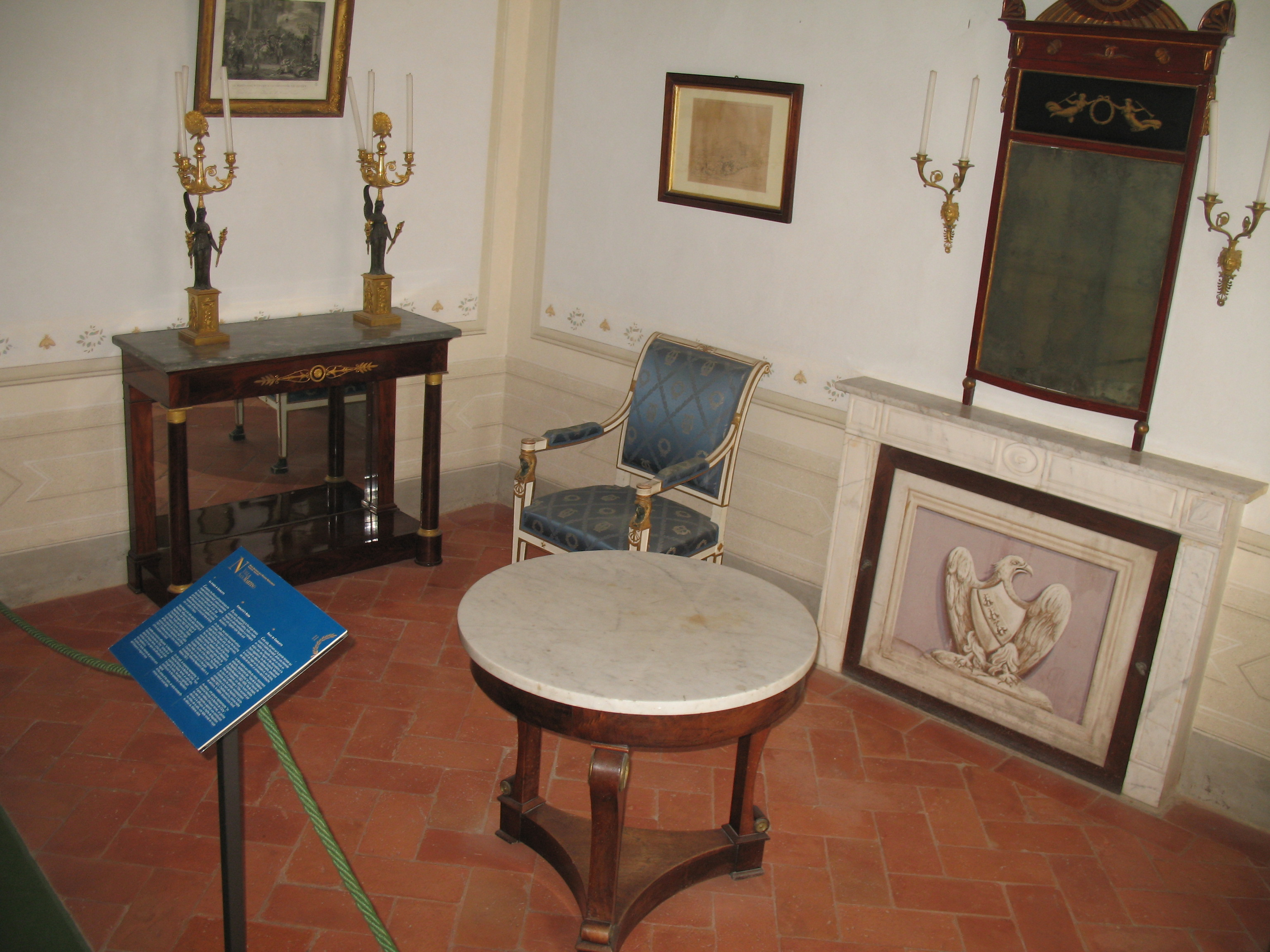
Zimmer von Marschall Bertrand
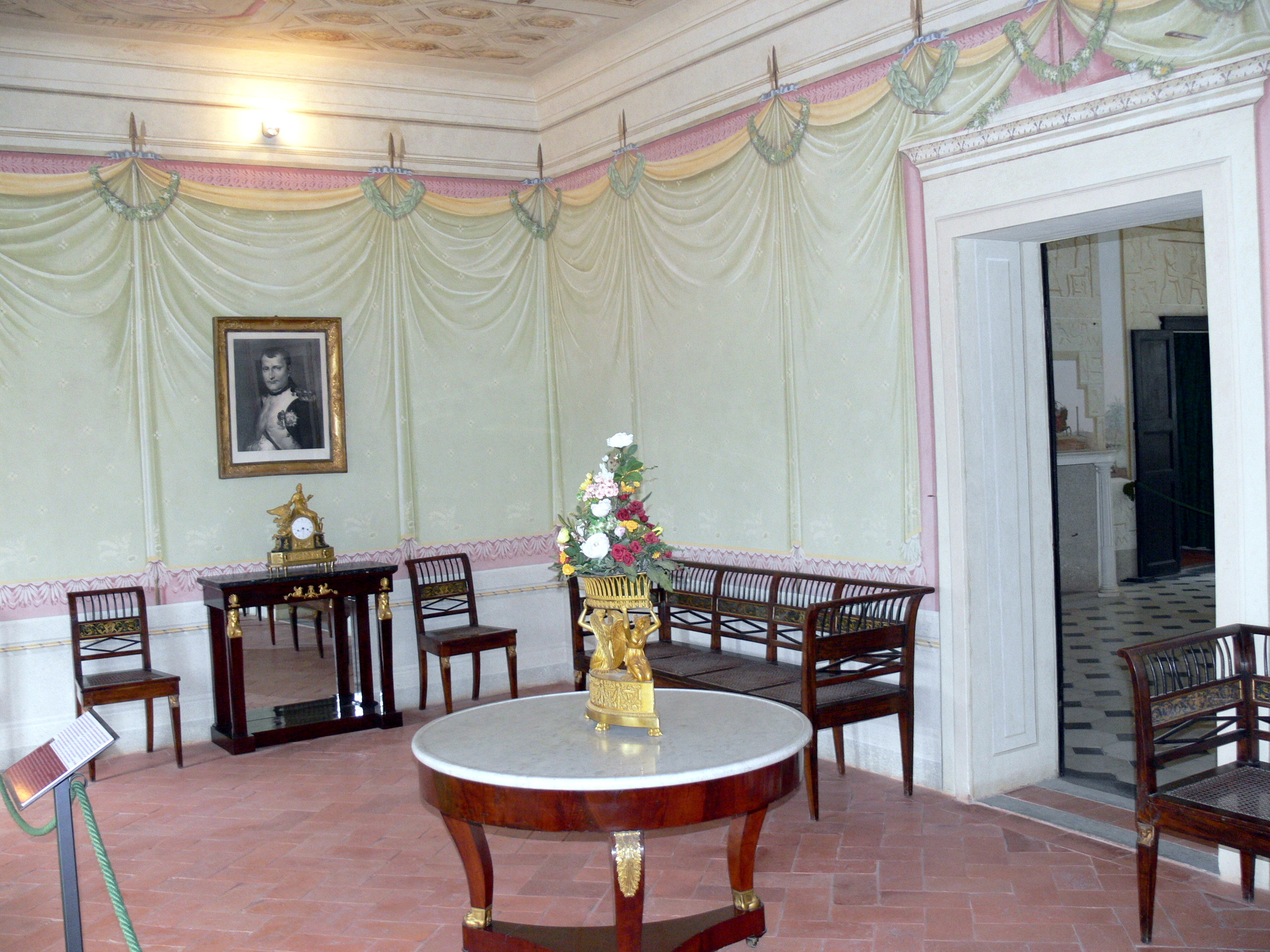
Zimmer des Liebesknotens
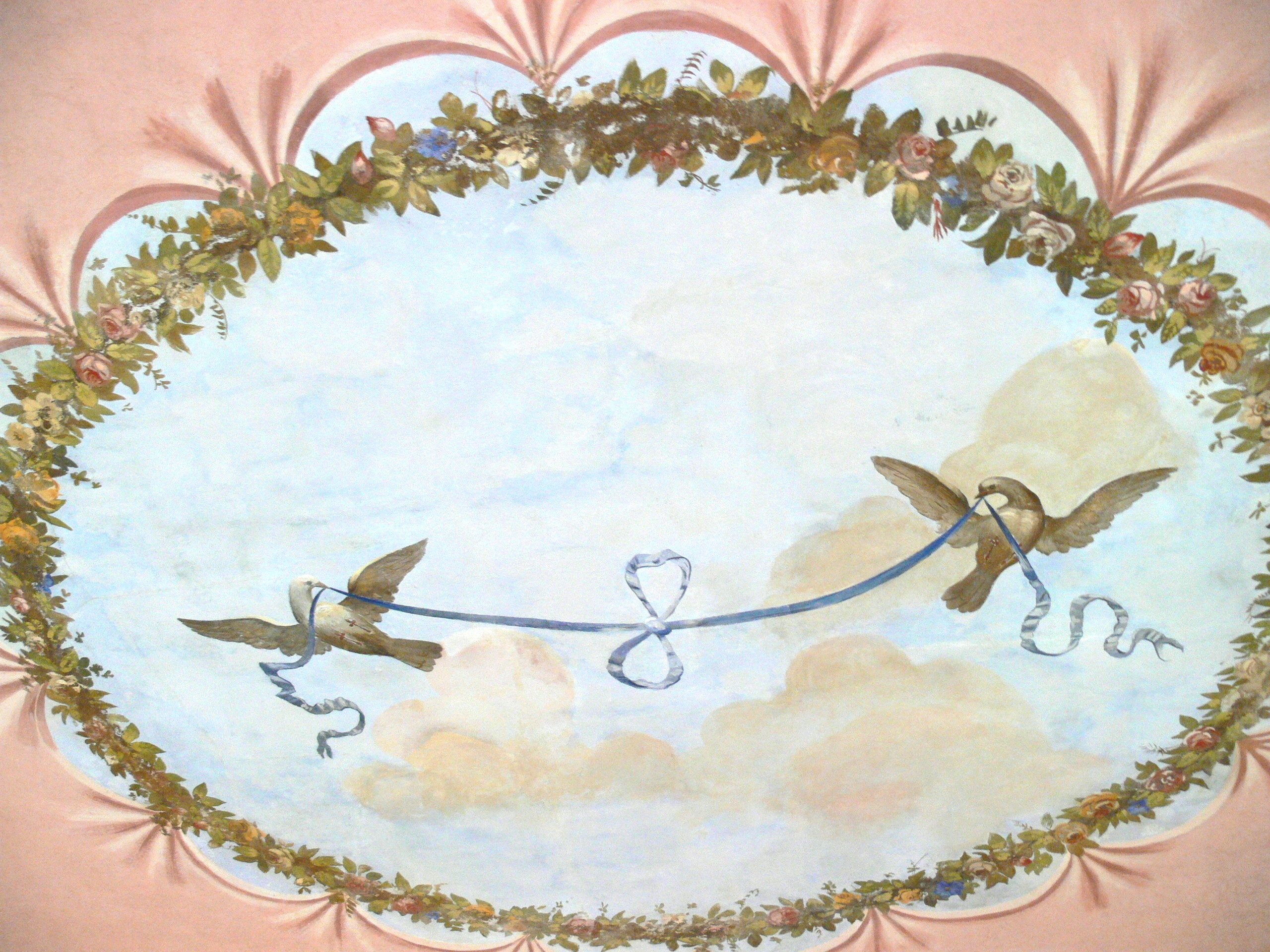
Decke im Zimmer des Liebesknotens

## Demidoff-Galerie

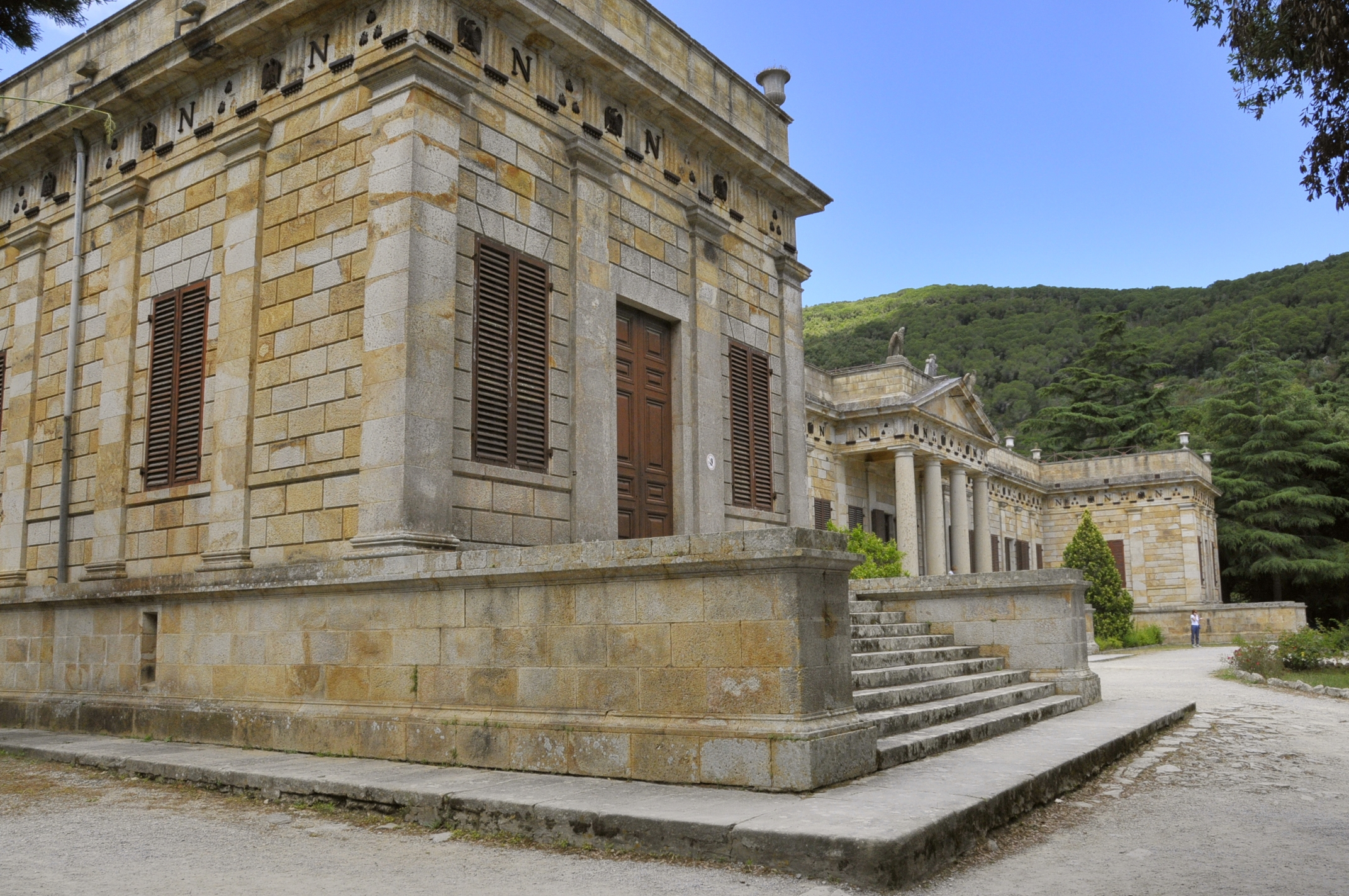
Demidoff-Galerie, seitliche Ansicht

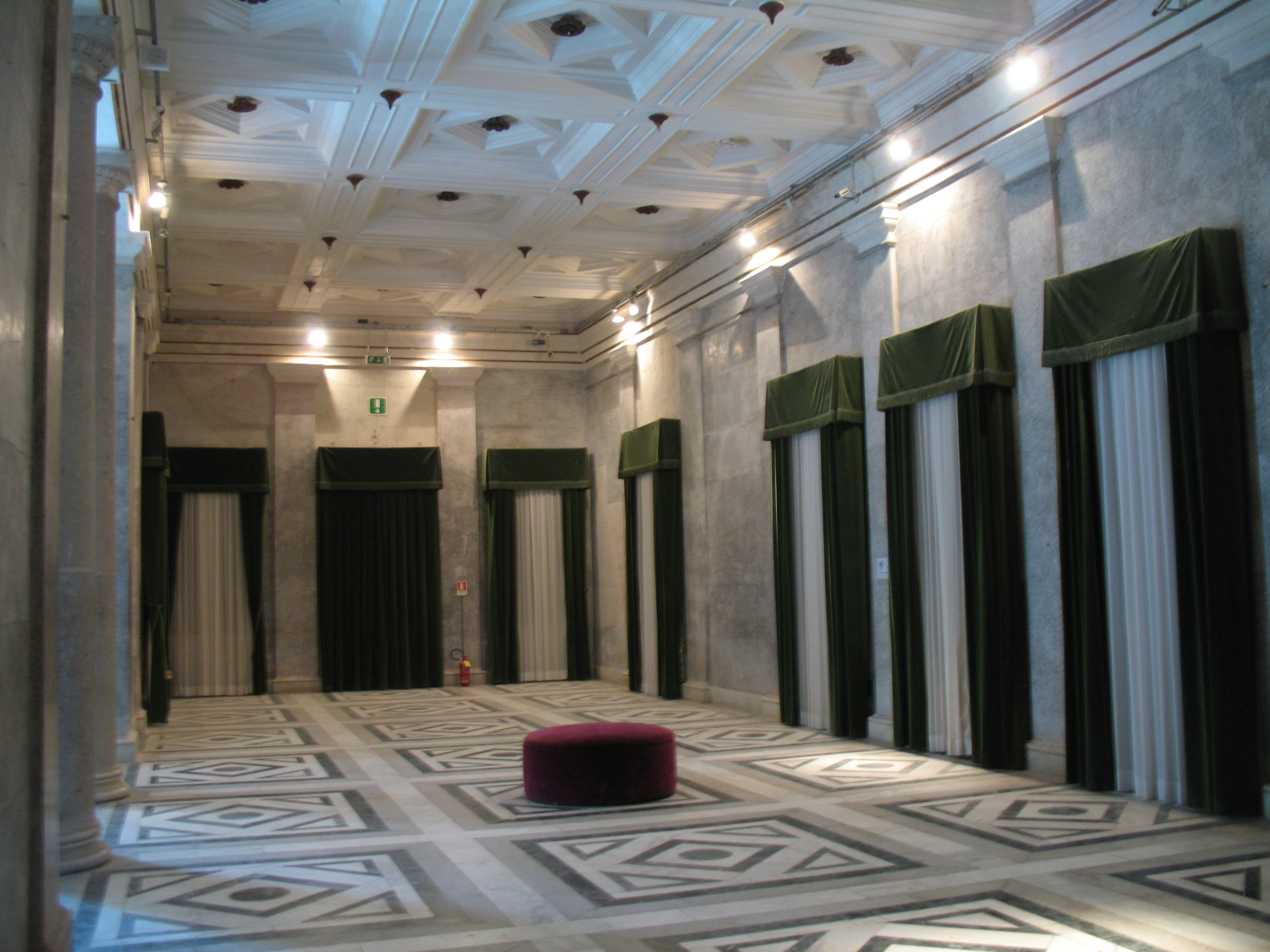
Raum in der Galerie

Im Jahr 1851 erwarb Anatole Demidoff die historische Villa San Martino. Demidoff, ein glühender Napoleon-Verehrer, war von 1840 bis 1847 mit Napoleons Nichte Mathilde Bonaparte verheiratet gewesen, der Tochter von Jérôme Bonaparte. Er wollte nicht nur die verfallende Villa wiederherrichten, sondern unterhalb ein prachtvolles Gebäude erschaffen, das als Napoleon-Museum dienen sollte. Er beauftragte den italienischen Architekten Niccolò Matas (1798–1872) mit dem Bau des Museums, das heute Demidoff-Galerie genannt wird. Als Baumaterial wurde Granit verwendet, vermutlich Rosa Sardo. Das Gebäude wurde 1856 fertiggestellt und drei Jahre später als Museum eröffnet.
Die 60 Meter breite Front der Demidoff-Galerie wird aus einer Mittelgalerie mit Frontgiebel und zwei Seitenflügeln im dorischen Stil gebildet. Die Außenwände werden von Pfeilern gegliedert. Der klassische Fries zeigt in den Metopen zwischen den Triglyphen abwechselnd die Initialen Napoleons, Adler, Biene und den Buchstaben N. Über eine Freitreppe gelangt man zum Eingangsbereich, der unterhalb des Giebels von vier Säulen geprägt wird.
Die Innenräume der Galerie sind hell. Zwei Reihen wuchtiger Säulen stützen die Decke. Die Räume beherbergen eine bedeutende Sammlung von Gemälden, Möbeln, Stichen und Statuen, meist Originalgegenstände Napoleons, darunter auch die Galatea von Antonio Canova, der die Statue nach dem Vorbild von Pauline Bonaparte geschaffen haben soll.

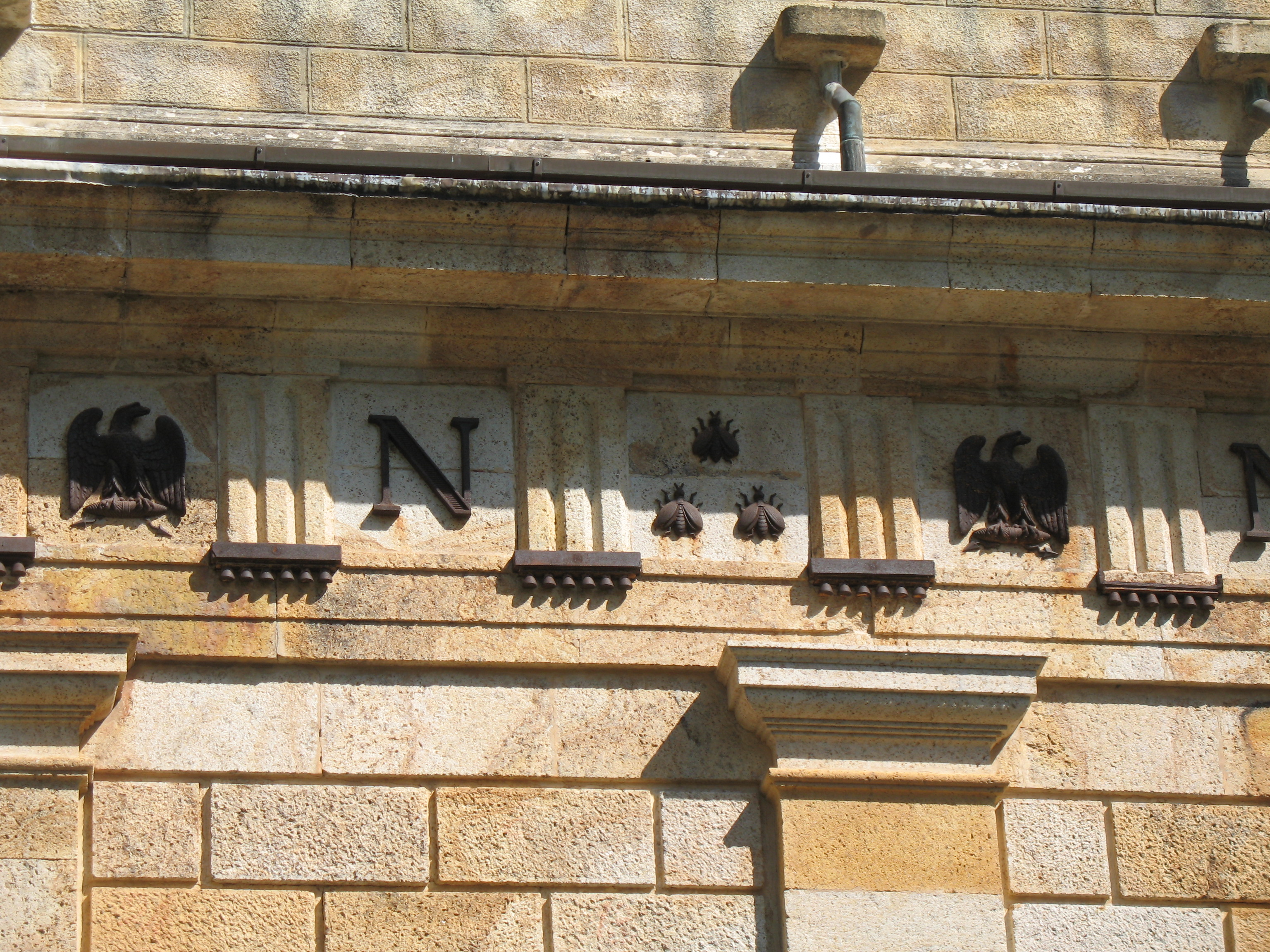
Teilansicht des Frieses
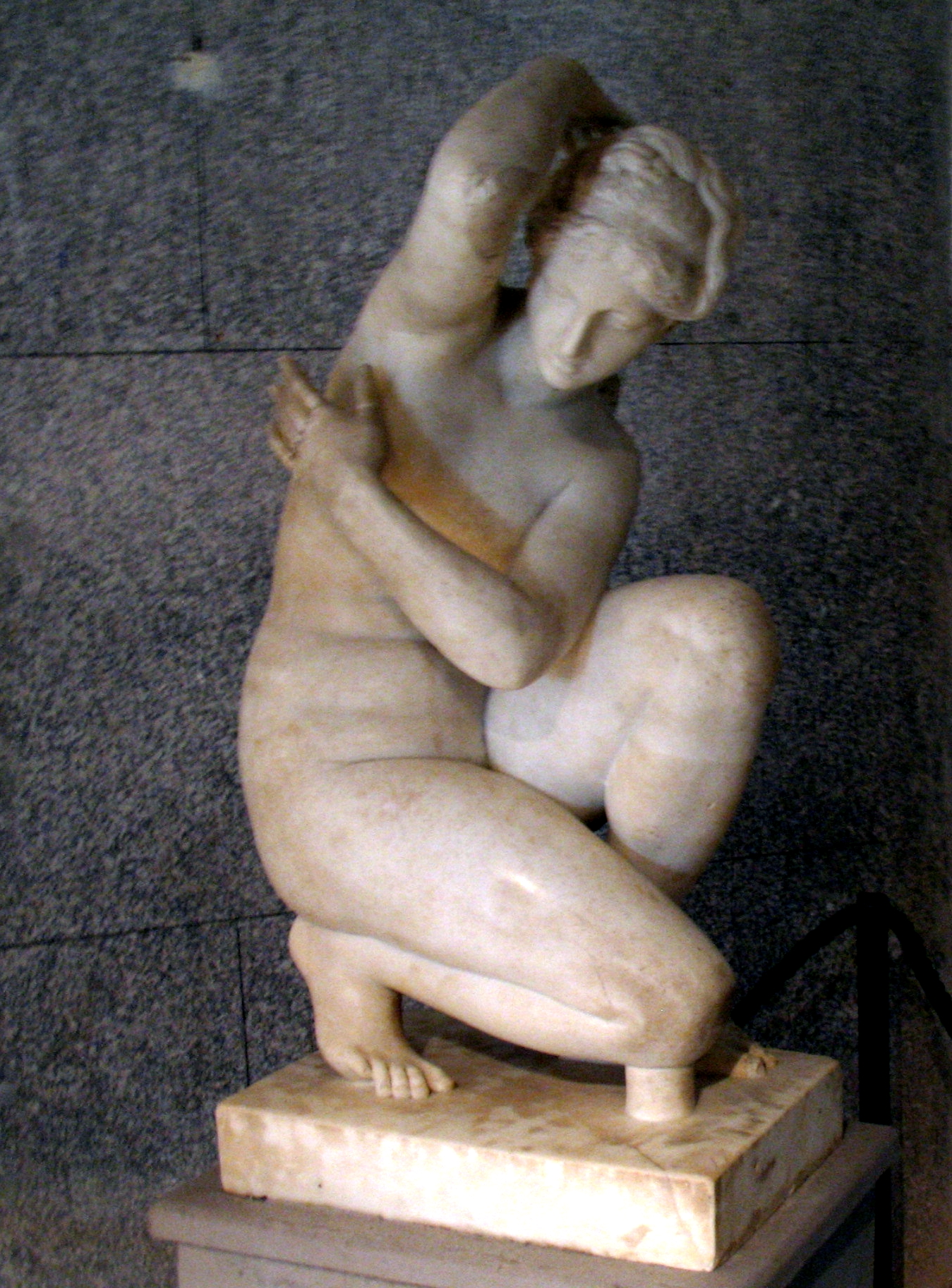
Galatea